# David Morethson Campista
David Moretzsohn Campista (Rio de Janeiro, 22 de janeiro de 1863 — Copenhague, 12 de outubro de 1911) foi um advogado, economista, político e diplomata brasileiro. Filho de Antônio Leopoldo da Silva e Emília Moretzsohn Campista foi casado com Jovina Campista, filha de João Araújo Maia, um rico fazendeiro de café.

## Carreira
Formou-se em ciências jurídicas e sociais pela Faculdade de Direito de São Paulo, em 1883. Fixou residência em Rio Preto, província de Minas Gerais, onde advogou, foi agente executivo municipal, exerceu a promotoria pública e organizou o Clube Republicano de Rio Preto. Em 1891, foi nomeado intendente de rio preto, onde instalou a primeira tipografia e lançou o primeiro jornal, o Rio Preto. 
Foi sucessivamente deputado à Assembleia Constituinte mineira, secretário de Agricultura e Obras Públicas no governo Afonso Pena em Minas Gerais, superintendente do serviço de imigração no governo de Crispim Jacques Bias Fortes; secretário de finanças no governo de Silviano Brandão, chegando a deputado federal, sendo um defensor das políticas cafeeiras. Foi também professor na Faculdade de Direito de Minas Gerais.
Foi deputado estadual durante o período de 1891 a 1892. Assumiu a Secretaria da Agricultura, comércio e obras públicas no governo Afonso Pena, durante o período de 1892 a 1894. Como secretário, incentivou o ensino profissional, criou os institutos zootécnicos de Uberaba e campanha e os institutos agronômicos de Itabira e de Leopoldina. Organizou também a comissão construtora da nova capital e introduziu no estado 50 mil imigrantes estrangeiros. 
Entre 1894 e 1898, dirigiu o serviço de imigração na Europa como comissário do governo mineiro em Gênova, Itália. Posteriormente, foi secretário das finanças do presidente Silviano Brandão (1899-1902).
Durante o período de 1903 a 1906, exerceu o cargo de deputado federal, quando foi o relator do projeto de reforma do banco da república, depois Banco do Brasil. Renunciou ao mandato para dirigir o ministério da fazenda em 1906.
Em 1910, foi nomeado enviado extraordinário e ministro plenipotenciário da Noruega e Dinamarca. Transferido para a legação de Paris, não chegou a assumir o cargo, pois faleceu em Copenhague. Além da atividade política, David Moretzsohn dedicou-se à pintura e à música.
É retratado nas cédulas brasileiras de 1 mil-réis nas 11ª, 12ª e 13ª estampas emitidas pelo Tesouro Nacional que foram emitidas no início da década de 1920.